# چوی چی وون
چوی چی وون یک مقام کنفسیوسی برجسته فیلسوف و شاعر اواخر دوران باشکوه شیلای متحد بود.
او به مدت شانزده سال در تانگ به تحصیل پرداخته و آزمون سلطنتی تانگ را گذراند و قبل از بازگشت به شیلا در جایی که وی تلاش‌های نهایی بی فایده ای را برای اصلاح دولت در حال افول شیلا انجام داد در چین به پست‌های بالایی رسید.

## سال‌های اولیه زندگی و تحصیل در تانگ
چوی چی ون در سال ۸۵۷ در ناحیه ساریانگ متعلق به پایتخت شیلا (گیونگ جو) به دنیا آمد. وی در سن ۳ سالگی آموخت تا چگونه بخواند و زمانی که به ۱۰ سالگی رسید در تمامی نوشتجات عملی بزرگ آن روزگار بسیار بصیر گشت. او متعلق به طبقه اجتماعی به اصطلاح ” شش رده بالا ” (یوک دوپوم) بود که یک طبقه اجتماعی موروثی در سیستم طبقاتی خونی دقیق شیلا به‌شمار می‌رفت که به اشراف‌زادگان مختلط یا متولد شدگان عادی اعطا می‌شد. به عنوان عضوی از شش رده بالا، چوی در زمینه سطح پستی که او در دولت می‌توانست به دست آورد، با محدودیت‌هایی مواجه گشت. چوی جوان نمی‌توانست تا از ششمین سطح در مجموع هفده سطح از پست‌های دولتی فراتر برود. در اواخر سلسله شیلا بسیاری از آنانی که در شش رده بالا قرار داشتند، در جستجوی فرصتی برای پیشرفت در خارج از حصارهای سنتی نظام سیاسی و اجتماعی شیلا برآمدند. راهب بودایی شدن یکی از این روزنه‌ها بود. در پیش گرفتن مطالعه کنفسیوسیم فرصت دیگری را فراهم می‌ساخت. دیوان سالاری کنفسیوسی چینی بعد از اینکه شیلا شبه جزیره کره را در سال ۶۶۸ متحد کرد، در درجه محدود شده‌ای اتخاذ شده بود.
در واقع ملکه جیندوک آموزش کنفسیوسیسم را آغاز کرده بود ولی یک آکادمی کنفسیوسی سلطنتی در سال ۶۸۲ توسط پادشاه سینمون بنا نهاده شد. کنفسیوسیسم برای مدیریت قلمرو گسترده و همچنین پشتیبانی از اختیارات مرکزی بسیار مناسب بود. اتخاذ هنجارهای مدیریتی کنفسیوسی و روابط نزدیک شیلا با چینی‌های تانگ، گروه‌های بسیار آموزش دیده‌ای از مقامات و محققین را می‌طلبید. برای برآورده کردن این نیاز سلطنت شیلا توجه خود را به شکوفا سازی استعدادهای طبقه شش رده بالا معطوف کرد. حمایت سلطنتی از شش رده بالا به سلطنت در برابر تخاصم رو به فزونی اشراف قدرت نفوذ بخشید.
در سال‌های بعد از اتحاد، دانش آموزان شش رده بالا در ” آکادمی ملی کنفسیوسی ” جدیداً تأسیس شده خود شیلا نام‌نویسی می‌کردند. اما از قرن نهم میلادی، دانش آموزان جاه طلب شیلایی اشتیاق جستجوی تحصیلات خود را در تمامی زمینه‌ها و در پایتخت تانگ چانگ آن (ژیان امروزی) داشتند. در خلال قرن نهم میلادی بود که خاندان چوی از گیونگجو روابط نزدیکی را با سلطنت شیلا پروراندند و در نتیجه بسیاری از اعضای طائفه چوی برای نام‌نویسی در چین با هدف نهایی گذراندن آزمون خدمات مدنی چینی و بازگشت برای خدمت به دربار شیلا به چین فرستاده شدند.
در واقع ملکه جیندوک آموزش کنفسیوسیسم را آغاز کرده بود ولی یک آکادمی کنفسیوسی سلطنتی در سال ۶۸۲ توسط پادشاه سینمون بنا نهاده شد. کنفسیوسیسم برای مدیریت قلمرو گسترده و همچنین پشتیبانی از اختیارات مرکزی بسیار مناسب بود. اتخاذ هنجارهای مدیریتی کنفسیوسی و روابط نزدیک شیلا با چینی‌های تانگ، گروه‌های بسیار آموزش دیده‌ای از مقامات و محققین را می‌طلبید. برای برآورده کردن این نیاز سلطنت شیلا توجه خود را به شکوفا سازی استعدادهای طبقه شش رده بالا معطوف کرد. حمایت سلطنتی از شش رده بالا به سلطنت در برابر تخاصم رو به فزونی اشراف قدرت نفوذ بخشید.

## بازنشستگی و اواخر زندگی
منابه اندکی در مورد سال های میانی و پایانی زندگی چوی وجود دارد. چوی در حدود سال ۹۰۰ میلادی از زندگی اجتماعی خود بازنشسته شده و دورانی سراسر سرگشتگی را در چندین منطقه کره ای آغاز نمود. به مانند آنچه سامگوک ساگی ذکر کرده است: ” در دوران بازنشستگی خود، چوی زندگی آزاد یک حکیم کوهستان را دنبال نمود، عمارت هایی را در جوار رودخانه ها و سواحل ساخت، بامبو و کاج کاشت، به مطالعه کتب و نوشتن تاریخ مبادرت ورزید و قصایدی را در مورد طبیعت سرود. او در اقامتگاه هایی مثل نامسان در گیونگجو، بینگسان در گنگجو، معبد چونگ نیانگ در هابجو، معبد سانگ گه در جیریسان و یک کلبه در هابپو هیون سکنی گزیده است. ” ناحیه هه اونده در بوسان امروزی نام خود را از اسم مستعار چوی ( هه اون) گرفته است زیرا مفروض می باشد که او شیفته محل شده و یک عمارت را آنجا ساخته است که به ساحل مشرف بود. قطعه ای از خوشنویسی چوی که بر روی یک تخته سنک کنده کاری شده است، هنوز هم در همان مکان پابرجاست.
سرانجام چوی در معبد هه اینسا در جایی که برادرش هیون جون به عنوان یک راهب بزرگ خدمت می کرد ساکن شد. سال های پایانی زندگی او به خاطر حکاکی های طولانی اش بر روی ستون های یادبود سنگی که تذکره الاولیایی متعلق به مشهورترین روحانیون بودایی می باشد و به عنوان منبع اصلی اطلاعات در مورد بودائیت شیلا به اثبات رسیده است، مشهور می باشد.